# اس‌اووی ویندرمیره
اس‌اووی ویندرمیره (به انگلیسی: SOV Windermere) یک کشتی است که طول آن ۸۰ متر (۲۶۰ فوت) می‌باشد. این کشتی در سال ۲۰۱۰ ساخته شد.